# Шварценберг (замок, Саксония)
Шварценберг (нем. Schwarzenberg) — замок в городе Шварценберг в Саксонии, возникший из средневекового укрепления и перестроенный в роскошную охотничью резиденцию саксонских монархов.

## История

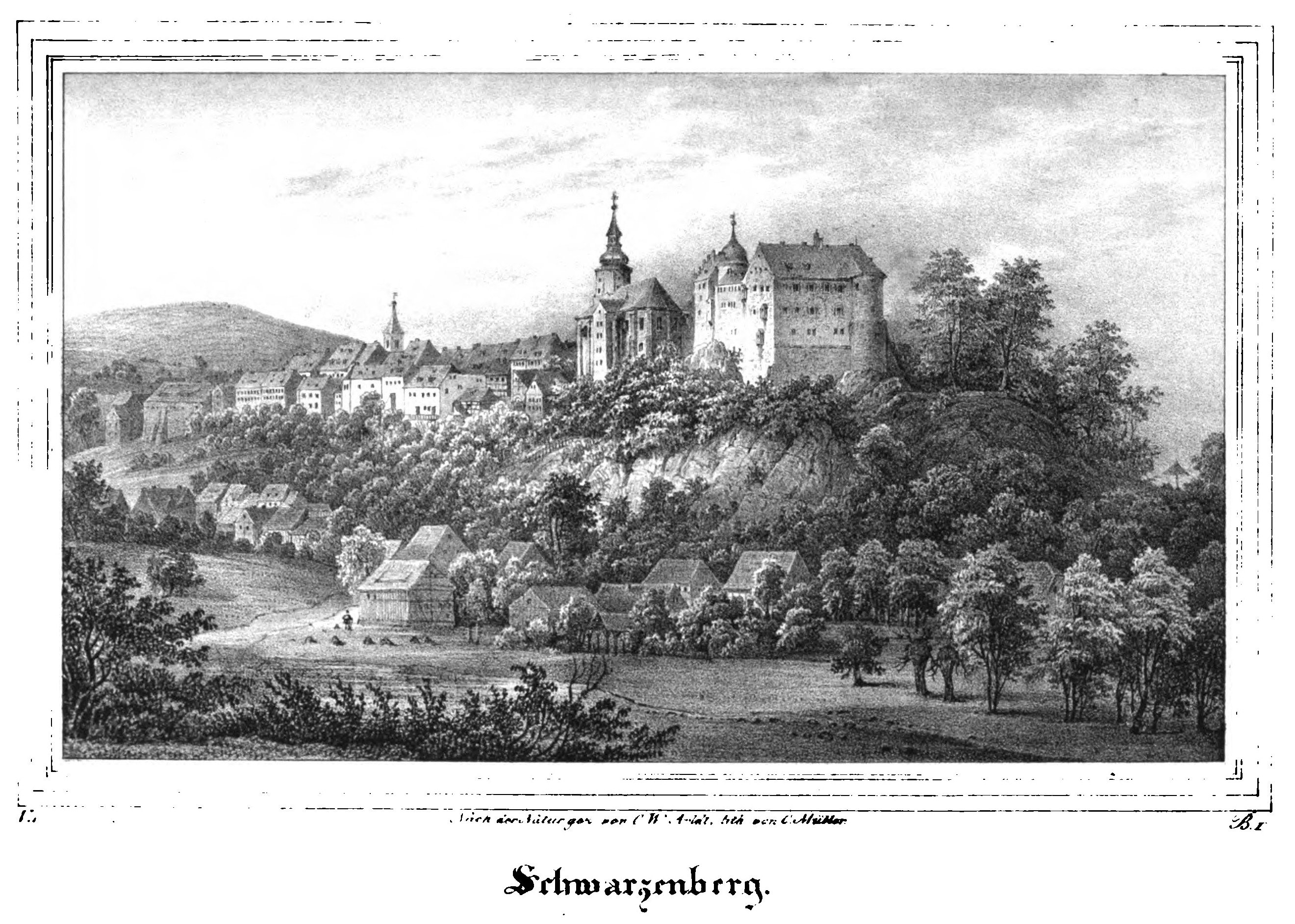
Замок на рисунке 1841 года

Замок, вероятно, был основан в XII веке как фортификационное сооружение. Вскоре возник целый комплекс зданий и замок стал ядром при строительстве поселения Шварценберг. Прежняя средневековая цитадель приобрела свой нынешний облик после того, как в 1555 году саксонский курфюрст Август решил перестроить её в охотничий замок. В 1851 году крепость и южное крыло были отремонтированы, а в 1876 было пристроено административное здание.
В настоящее время в замке располагается музей.

## Описание
Комплекс зданий окружает почти прямоугольный внутренний двор. Собственно крепость находится в западной части комплекса, дворец в восточной и ещё одно здание в южной. Изначальная крепостная стена в северной части была позднее заменена административным зданием.
Первые этажи крепости датируются XII веком и образует самую старую часть комплекса. C веками замок становился всё выше. Над прежними этажами возводились новые.
По соседству с замком находится церковь Св. Георгия

## Музей
В замке с 1954 года находится музей города Шварценберг (в то время эта территория входила в состав ГДР). В 1957 году была открыта первая постоянная выставка. После обширных реставрационных работ под руководством директора музея Ханса Бехера музей был вновь открыт в 1977 году. В центре внимания коллекции и экспозиции — история замка, города, горнодобывающей промышленности региона, а также история местных кружевных мануфактур.
В музее имеется библиотека, где находится более 10 000 книг, в том числе и очень редких.

## Галерея

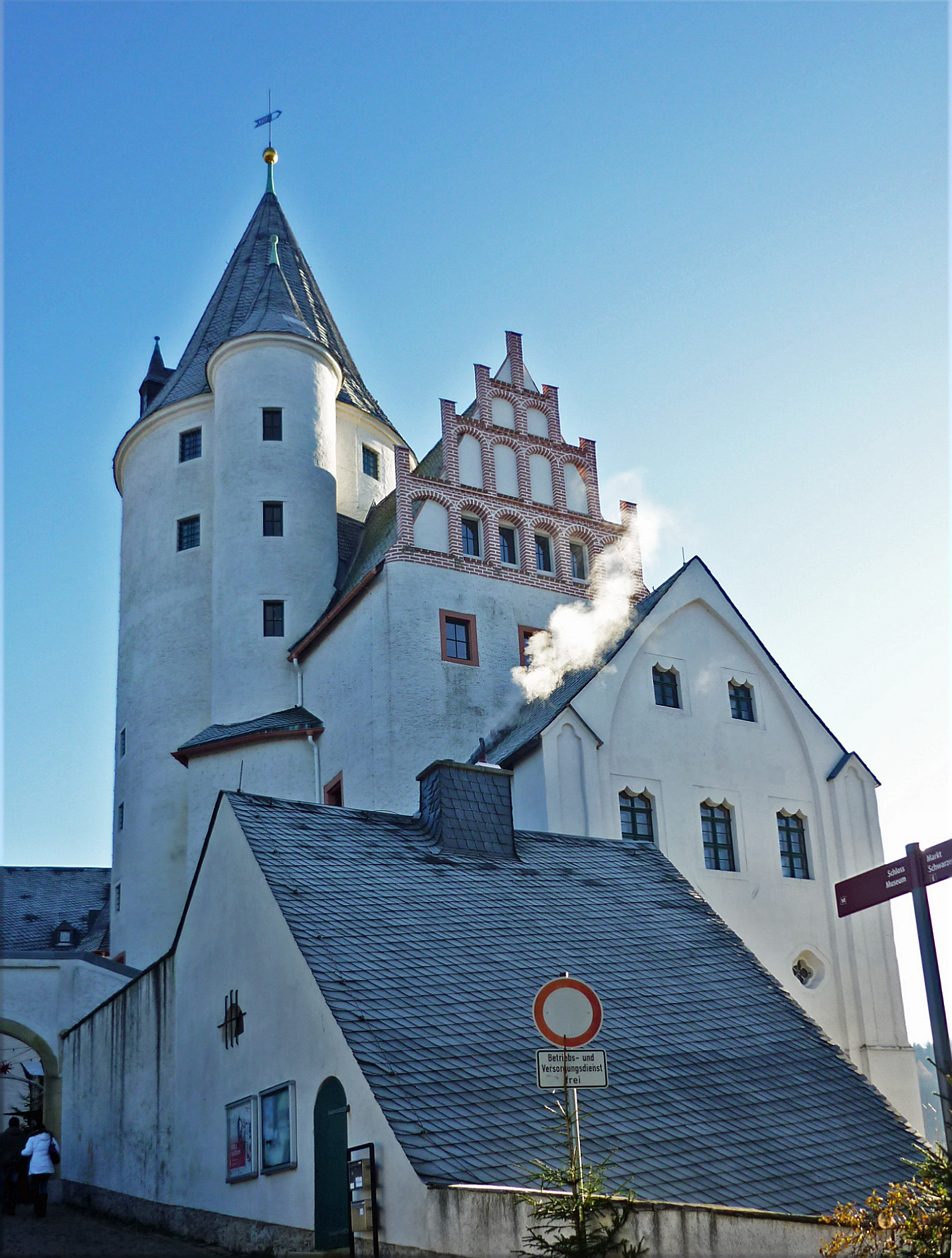
Фасады замка, в том числе с фронтоном в стиле ступенчатый щипец
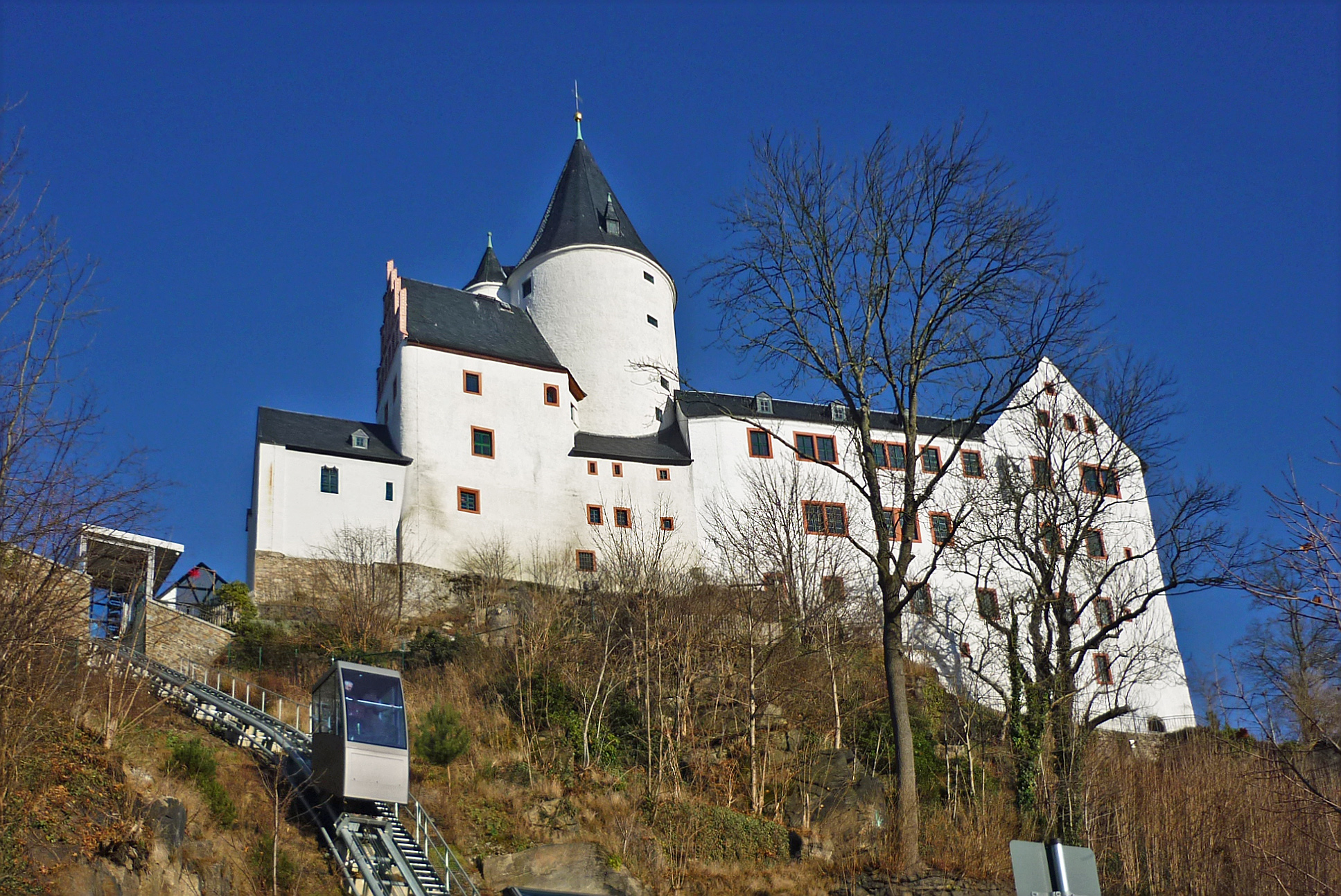
Вид на замок и подъёмник с подножия замковой горы
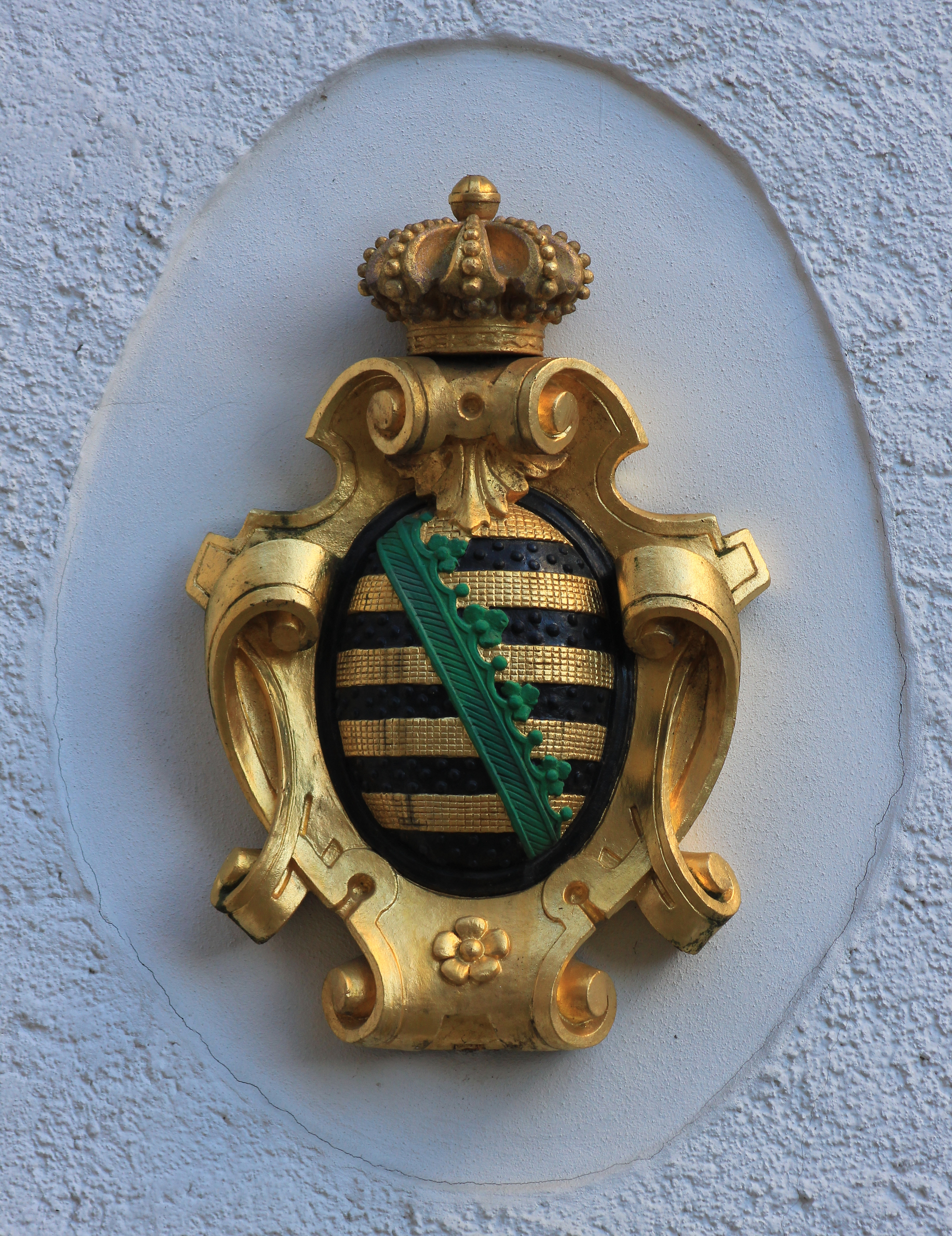
Герб Веттинов на стене комплекса
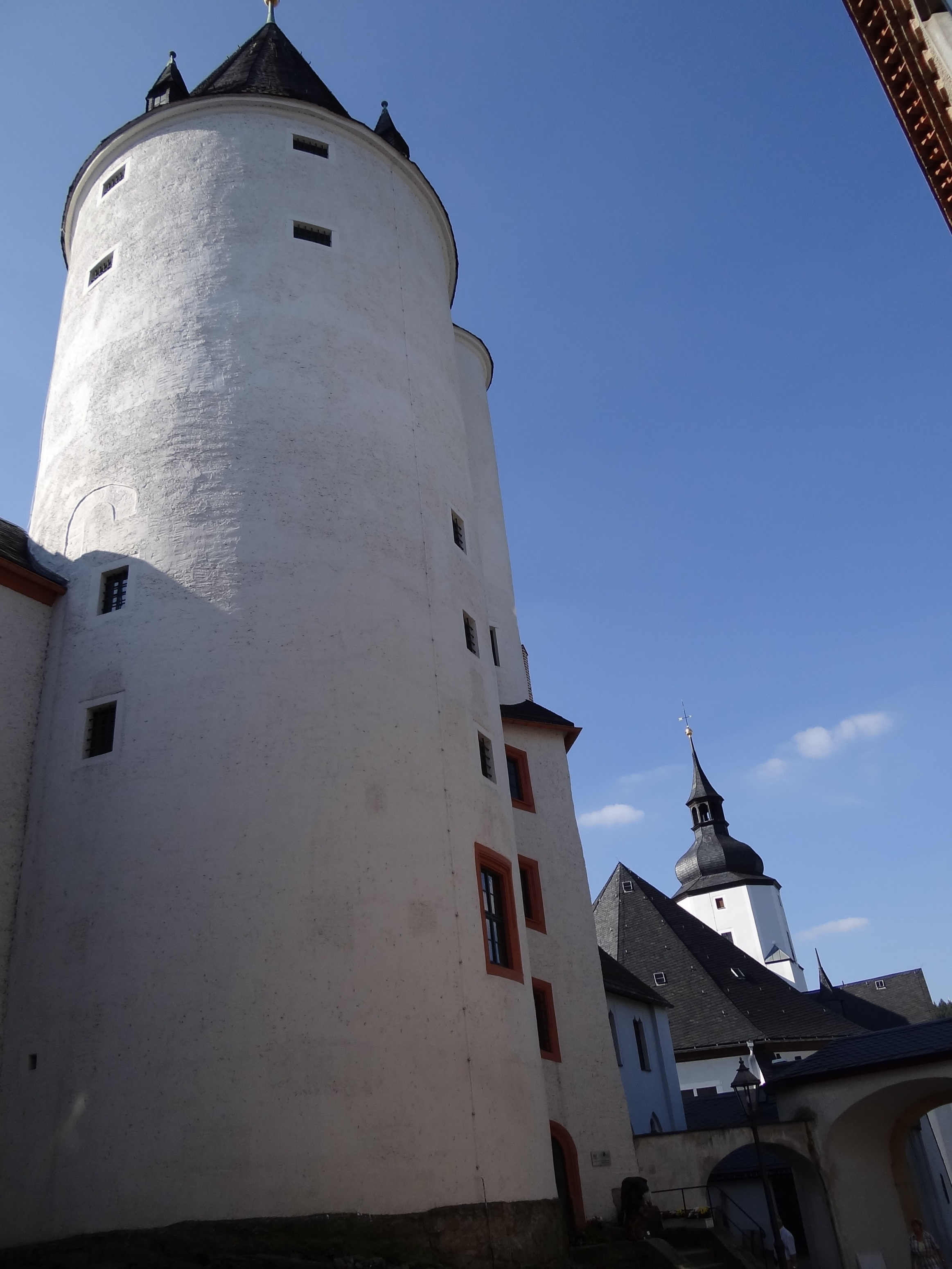
Бергфрид замка
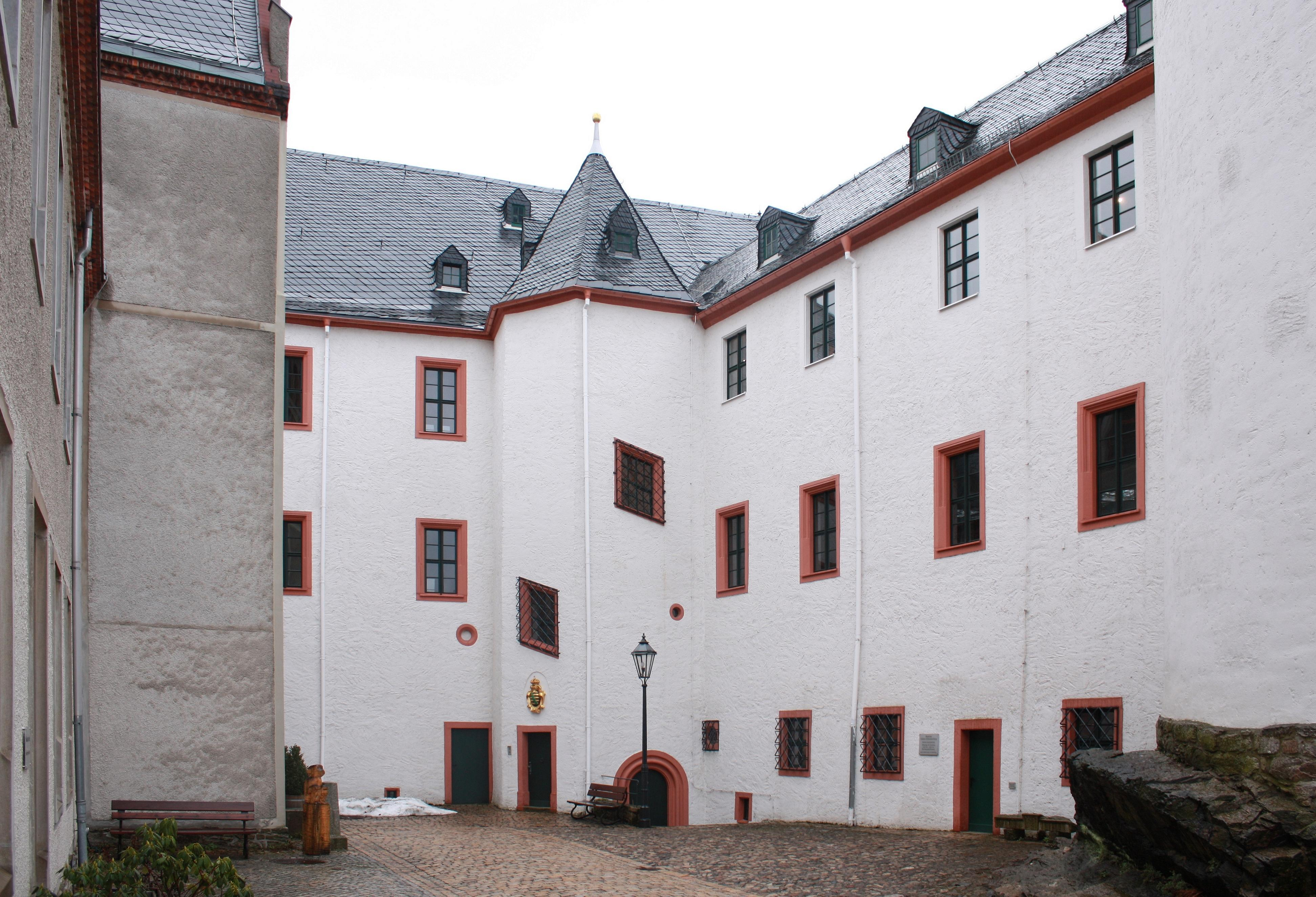
Внутренний двор и лестничная башня